# This Heat
I This Heat sono stati un gruppo inglese art-rock/post punk/New Wave formatosi nel 1975 a Camberwell, quartiere della South London.

## Storia
Membri fondatori sono Charles Hayward (batteria, nastri, voce) proveniente dal gruppo prog Quiet Sun e Charles Bullen (chitarra, clarinetto, voce). Nel 1976 prende parte al progetto Gareth Williams (basso, nastri, tastiere, voce) che porta nel gruppo la sua abilità di manipolatore di nastri.
Il primo album This Heat si caratterizza per un sapiente lavoro di produzione e registrazione; concepito come una suite ininterrotta nel quale si intravedono squarci di industrial, noise rock e di espressionismo; buona parte delle canzoni si sviluppa attraverso l'utilizzo del montaggio e del loop dei nastri.
Il gruppo si scioglie nel 1982 dopo che Williams lascia il gruppo. Charles Bullen intraprende una carriera da musicista elettronico, mentre Charles Hayward continua il discorso cominciato nei This Heat nei Camberwell Now nel 1983. Gareth Williams è morto nel 2001.

## Stile musicale
Il loro stile originale, ispirato al krautrock di gruppi come Can, Neu!, Faust e alla musica concreta, rappresenta un punto di raccordo tra la scena di Canterbury, la musica new wave e vari generi sviluppati in contemporanea come l'industrial.

## Discografia

### Album
- 1979 - This Heat
- 1981 - Deceit
- 1993 - Repeat
- 1997 - Made Available : John Peel sessions
- 2006 - Live 80/81

### EP
- 1980 - Health & Efficiency